# Arturo Millán
Arturo Millán Belmar (Chillán, Región del Ñuble, 1928-Santiago, Región Metropolitana, 6 de junio de 1996) fue un cantante chileno de baladas, boleros y música melódica. Ganador del Festival de la Canción de Benidorm en 1960.

## Biografía
Hijo único de Arturo Millán y de Margarita Belmar, estudió en la Escuela Normal de Chillán y luego se recibió de profesor normalista. Posteriormente, contrajo matrimonio con Marta Torres con quien tuvo cuatro hijos y se dedicó a la música.
Se inició como cantante en la orquesta de Izidor Handler. Durante los años 1950, cantó con distintas orquestas, siendo show obligado en El Escorial de Santiago. Amigo de Valentín Trujillo, compartieron varios escenarios de la capital chilena; asimismo, Millán se presentó en Argentina, Perú y Venezuela. Fue parte de la generación de cantantes de bolero chilenos, conformada por Lucho Gatica y Antonio Prieto, entre otros. Viajó a España en 1957 con el conductor, presentador y locutor chileno de radio y televisión Raúl Matas.
En 1960 ganó la segunda edición del Festival de la Canción de Benidorm con el tema «Comunicando». También compitió en el género de música popular del Festival de la Canción de Viña del Mar en 1962, 1965 y 1975, y fue miembro del panel de jueces del mismo evento en 1978.
Grabó los éxitos «Mi amigo Pedro», «Yo tengo fe» y «Mi papá, mi amigo», entre otras canciones, y pasó de la radio a la televisión en los años 1960. Posteriormente, se presentó de manera frecuente en la televisión chilena durante las décadas de 1970 y 1980.
En 1987 fue socio fundador y emérito de la Sociedad Chilena del Derecho de Autor (SCD). Poco después de cumplir 45 años de carrera artística, murió a causa de un cáncer a los 68 años.

## Discografía
Entre su discografía, se cuentan:
- Arturo Millán
- Arturo Millán con Don Roy y su orquesta
- El Clan: Arturo Millán y los Millancitos (RCA Víctor Chile, 1973)
- Que no se nos vaya el amor (1994)
- Por siempre gracias (1995)